# 2016–2017-es UEFA-bajnokok ligája
A 2016–2017-es UEFA-bajnokok ligája a legrangosabb európai nemzetközi labdarúgókupa, mely jelenlegi nevén 25., jogelődjeivel együttvéve 62. alkalommal került kiírásra. A döntőnek a cardiffi Millennium Stadion adott otthont. A fináléban a Real Madrid 4–1-es győzelmet aratott a Juventus felett, ezzel megszerezve 12. győzelmét a sorozatban, első csapatként megvédve címét. A sorozat győztese részt vett a 2017-es UEFA-szuperkupa döntőjében, ahol az ellenfele a Manchester United (a 2016–2017-es Európa-liga győztese) volt, valamint a 2017-es FIFA-klubvilágbajnokságra is kijutott.

## A besorolás rendszere
A 2016–2017-es UEFA-bajnokok ligájában az Európai Labdarúgó-szövetség (UEFA) 55 tagországából 53 tagország 78 csapata vett részt (Liechtenstein nem rendezett bajnokságot). Az országonként indítható csapatok számát, illetve a csapatok selejtezőköri besorolását az UEFA ország-együtthatója alapján végezték.
A 2016–2017-es UEFA-bajnokok ligájában országonként indítható csapatok száma
- az 1–3. helyen rangsorolt országok négy csapatot,
- a 4–6. helyen rangsorolt országok három csapatot,
- a 7–15. helyen rangsorolt országok két csapatot,
- a 16–54. helyen rangsorolt országok (kivéve Liechtenstein) egyaránt egy-egy csapatot indíthattak.
- A BL 2015–2016-os és az EL 2015–2016-os kiírásának győztesének a csoportkörben biztosítottak helyet. A BL győztese a bajnokságban elfoglalt helyezése alapján is indulási jogot szerzett, ezért a BL címvédőjének kvótáját nem használták fel. Az EL győztese a bajnokságban elfoglalt helyezése alapján nem szerzett indulási jogot, ezért a EL címvédőjének kvótáját felhasználták, a 2015–2016-os EL győztese a csoportkörben indulhatott.

### Rangsor
A 2016–2017-es UEFA-bajnokok ligája kiosztott helyeihez a 2015-ös ország-együtthatót vették alapul, amely az országok csapatainak teljesítményét vette figyelembe a 2010–11-es szezontól a 2014–15-ösig.
Az együtthatótól függetlenül, a következő megjegyzéssel indulási jogot szerzők:
- EL – 2015–2016-os Európa-liga győztese

| Hely. | Szövetség     | Koeff. | Cs | Mj      |
| ----- | ------------- | ------ | -- | ------- |
| 1.    | Spanyolország | 99,999 | 4  | +1 (EL) |
| 2.    | Anglia        | 80,391 | 4  |         |
| 3.    | Németország   | 79,415 | 4  |         |
| 4.    | Olaszország   | 70,510 | 3  |         |
| 5.    | Portugália    | 61,382 | 3  |         |
| 6.    | Franciaország | 52,416 | 3  |         |
| 7.    | Oroszország   | 50,498 | 2  |         |
| 8.    | Ukrajna       | 45,166 | 2  |         |
| 9.    | Hollandia     | 40,979 | 2  |         |
| 10.   | Belgium       | 37,200 | 2  |         |
| 11.   | Svájc         | 34,375 | 2  |         |
| 12.   | Törökország   | 32,600 | 2  |         |
| 13.   | Görögország   | 31,900 | 2  |         |
| 14.   | Csehország    | 29,125 | 2  |         |
| 15.   | Románia       | 26,299 | 2  |         |
| 16.   | Ausztria      | 25,675 | 1  |         |
| 17.   | Horvátország  | 23,500 | 1  |         |
| 18.   | Ciprus        | 22,300 | 1  |         |

| Hely. | Szövetség        | Koeff. | Cs | Mj |
| ----- | ---------------- | ------ | -- | -- |
| 19.   | Lengyelország    | 21,500 | 1  |    |
| 20.   | Izrael           | 21,000 | 1  |    |
| 21.   | Fehéroroszország | 20,750 | 1  |    |
| 22.   | Dánia            | 19,800 | 1  |    |
| 23.   | Skócia           | 17,900 | 1  |    |
| 24.   | Svédország       | 17,725 | 1  |    |
| 25.   | Bulgária         | 16,750 | 1  |    |
| 26.   | Norvégia         | 14,375 | 1  |    |
| 27.   | Szerbia          | 13,875 | 1  |    |
| 28.   | Szlovénia        | 13,625 | 1  |    |
| 29.   | Azerbajdzsán     | 12,500 | 1  |    |
| 30.   | Szlovákia        | 11,250 | 1  |    |
| 31.   | Magyarország     | 11,000 | 1  |    |
| 32.   | Kazahsztán       | 10,375 | 1  |    |
| 33.   | Moldova          | 10,000 | 1  |    |
| 34.   | Grúzia           | 9,375  | 1  |    |
| 35.   | Finnország       | 8,200  | 1  |    |
| 36.   | Izland           | 8,000  | 1  |    |

| Hely. | Szövetség           | Koeff. | Cs | Mj |
| ----- | ------------------- | ------ | -- | -- |
| 37.   | Bosznia-Hercegovina | 7,500  | 1  |    |
| 38.   | Liechtenstein       | 6,000  | 0  |    |
| 39.   | Macedónia           | 5,875  | 1  |    |
| 40.   | Írország            | 5,750  | 1  |    |
| 41.   | Montenegró          | 5,625  | 1  |    |
| 42.   | Albánia             | 5,375  | 1  |    |
| 43.   | Luxemburg           | 5,125  | 1  |    |
| 44.   | Észak-Írország      | 4,875  | 1  |    |
| 45.   | Litvánia            | 4,500  | 1  |    |
| 46.   | Lettország          | 4,250  | 1  |    |
| 47.   | Málta               | 4,208  | 1  |    |
| 48.   | Észtország          | 3,500  | 1  |    |
| 49.   | Feröer              | 3,500  | 1  |    |
| 50.   | Wales               | 2,875  | 1  |    |
| 51.   | Örményország        | 2,750  | 1  |    |
| 52.   | Andorra             | 0,833  | 1  |    |
| 53.   | San Marino          | 0,499  | 1  |    |
| 54.   | Gibraltár           | 0,250  | 1  |    |
| 55.   | Koszovó             | 0,000  | 1  |    |

### Lebonyolítás
A torna lebonyolítása az alábbi volt.
|                                      |                                      | A szakaszban bekapcsolódó csapatok | Az előző forduló továbbjutói                                                      |
| ------------------------------------ | ------------------------------------ | --- | --------------------------------------------------------------------------------- |
| 1. selejtezőkör (8 csapat)           | 1. selejtezőkör (8 csapat)           | - 8 bajnok a 47–54. helyen rangsorolt bajnokságokból |                                                                                   |
| 2. selejtezőkör (34 csapat)          | 2. selejtezőkör (34 csapat)          | - 30 bajnok a 16–46. helyen rangsorolt bajnokságokból (kivéve Liechtenstein) | - 4 győztes az 1. selejtezőkörből                                                 |
| 3. selejtezőkör                      | Bajnoki ág (20 csapat)               | - 3 bajnok a 13–15. helyen rangsorolt bajnokságokból | - 17 győztes a 2. selejtezőkörből                                                 |
| 3. selejtezőkör                      | Nem bajnoki ág (10 csapat)           | - 9 második a 7–15. helyen rangsorolt bajnokságokból - 1 harmadik a 6. helyen rangsorolt bajnokságból                                                                                                  |                                                                                   |
| Rájátszás                            | Bajnoki ág (10 csapat)               | | - 10 győztes a 3. selejtezőkör bajnoki ágáról                                     |
| Rájátszás                            | Nem bajnoki ág (10 csapat)           | - 2 harmadik a 4–5. helyen rangsorolt bajnokságokból - 3 negyedik az 1–3. helyen rangsorolt bajnokságokból                                                                                             | - 5 győztes a 3. selejtezőkör nem bajnoki ágáról                                  |
| Csoportkör (32 csapat)               | Csoportkör (32 csapat)               | - 12 bajnok az 1–12. helyen rangsorolt bajnokságokból - 6 második az 1–6. helyen rangsorolt bajnokságokból - 3 harmadik az 1–3. helyen rangsorolt bajnokságokból - A 2015–2016-os Európa-liga győztese | - 5 győztes a rájátszás bajnoki ágáról - 5 győztes a rájátszás nem bajnoki ágáról |
| Egyenes kieséses szakasz (16 csapat) | Egyenes kieséses szakasz (16 csapat) | | - 8 csoportgyőztes - 8 csoportmásodik                                             |

### Csapatok
A 2016–2017-es UEFA-bajnokok ligájában az alábbi 78 csapat vett részt. Zárójelben a csapat bajnokságban elért helyezése olvasható.
| Csoportkör              | Csoportkör              | Csoportkör                    | Csoportkör               |
| ----------------------- | ----------------------- | ----------------------------- | ------------------------ |
| Real MadridCV (2.)      | Bayern München (1.)     | Sporting CP (2.)              | Club Brugge (1.)         |
| FC Barcelona (1.)       | Borussia Dortmund (2.)  | Paris Saint-Germain (1.)      | FC Basel (1.)            |
| Atlético de Madrid (3.) | Bayer Leverkusen (3.)   | Olympique Lyonnais (2.)       | Beşiktaş JK (1.)         |
| Leicester City (1.)     | Juventus (1.)           | CSZKA Moszkva (1.)            | Sevilla FC (EL-győztes)  |
| Arsenal (2.)            | SSC Napoli (2.)         | Dinamo Kijiv (1.)             |                          |
| Tottenham Hotspur (3.)  | Benfica (1.)            | PSV Eindhoven (1.)            |                          |
| Rájátszás               |                         |                               |                          |
| Bajnoki ág              | Nem bajnoki ág          | Nem bajnoki ág                | Nem bajnoki ág           |
|                         | Villarreal CF (4.)      | Borussia Mönchengladbach (4.) | FC Porto (3.)            |
| Manchester City (4.)    | AS Roma (3.)            |                               |                          |
| 3. selejtezőkör         |                         |                               |                          |
| Bajnoki ág              | Nem bajnoki ág          | Nem bajnoki ág                | Nem bajnoki ág           |
| Olimbiakósz (1.)        | AS Monaco (3.)          | Anderlecht (2.)               | Sparta Praha (2.)        |
| Viktoria Plzeň (1.)     | FK Rosztov (2.)         | Young Boys (2.)               | Steaua București (2.)    |
| Astra Giurgiu (1.)      | Sahtar Doneck (2.)      | Fenerbahçe (2.)               |                          |
|                         | AFC Ajax (2.)           | PAÓK (2.)                     |                          |
| 2. selejtezőkör         |                         |                               |                          |
| Red Bull Salzburg (1.)  | IFK Norrköping (1.)     | Asztana FK (1.)               | Mladost Podgorica (1.)   |
| Dinamo Zagreb (1.)      | Ludogorec Razgrad (1.)  | Sheriff Tiraspol (1.)         | Partizani Tirana (2.)ALB |
| APÓEL (1.)              | Rosenborg (1.)          | Dinamo Tbiliszi (1.)          | F91 Dudelange (1.)       |
| Legia Warszawa (1.)     | Crvena zvezda (1.)      | SJK (1.)                      | Crusaders (1.)           |
| Hapóél Beér-Seva (1.)   | Olimpija Ljubljana (1.) | FH (1.)                       | Žalgiris Vilnius (1.)    |
| BATE Bariszav (1.)      | Qarabağ (1.)            | Zrinjski Mostar (1.)          | Liepājas Metalurgs (1.)  |
| FC København (1.)       | Trenčín (1.)            | Vardar (1.)                   |                          |
| Celtic (1.)             | Ferencváros (1.)        | Dundalk FC (1.)               |                          |
| 1. selejtezőkör         |                         |                               |                          |
| Valletta FC (1.)        | B36 Tórshavn (1.)       | Alashkert (1.)                | Tre Penne (1.)           |
| Flora Tallinn (1.)      | The New Saints (1.)     | FC Santa Coloma (1.)          | Lincoln Red Imps (1.)    |

Jegyzetek
- Albánia (ALB): Az albán bajnok Skënderbeu Korçë csapatát az UEFA kizárta.[9] A kvótát a bajnoki második helyezett Partizani Tirana csapata kapta, amely az Európa-liga 1. selejtezőkörének lejátszása után került át.[10][11][12]

## Fordulók és időpontok
| Szakasz        | Forduló         | Sorsolás dátuma              | 1. mérkőzés                                  | 2. mérkőzés                                  |
| -------------- | --------------- | ---------------------------- | -------------------------------------------- | -------------------------------------------- |
| Selejtezők     | 1. selejtezőkör | 2016. június 20.             | 2016. június 28–29.                          | 2016. július 5–6.                            |
| Selejtezők     | 2. selejtezőkör | 2016. június 20.             | 2016. július 12–13.                          | 2016. július 19–20.                          |
| Selejtezők     | 3. selejtezőkör | 2016. július 15.             | 2016. július 26–27.                          | 2016. augusztus 2–3.                         |
| Selejtezők     | Rájátszás       | 2016. augusztus 5.           | 2016. augusztus 16–17.                       | 2016. augusztus 23–24.                       |
| Csoportkör     | 1. mérkőzésnap  | 2016. augusztus 25. (Monaco) | 2016. szeptember 13–14.                      | 2016. szeptember 13–14.                      |
| Csoportkör     | 2. mérkőzésnap  | 2016. augusztus 25. (Monaco) | 2016. szeptember 27–28.                      | 2016. szeptember 27–28.                      |
| Csoportkör     | 3. mérkőzésnap  | 2016. augusztus 25. (Monaco) | 2016. október 18–19.                         | 2016. október 18–19.                         |
| Csoportkör     | 4. mérkőzésnap  | 2016. augusztus 25. (Monaco) | 2016. november 1–2.                          | 2016. november 1–2.                          |
| Csoportkör     | 5. mérkőzésnap  | 2016. augusztus 25. (Monaco) | 2016. november 22–23.                        | 2016. november 22–23.                        |
| Csoportkör     | 6. mérkőzésnap  | 2016. augusztus 25. (Monaco) | 2016. december 6–7.                          | 2016. december 6–7.                          |
| Egyenes kiesés | Nyolcaddöntők   | 2016. december 12.           | 2017. február 14–15., 21–22.                 | 2017. március 7–8., 14–15.                   |
| Egyenes kiesés | Negyeddöntők    | 2017. március 17.            | 2017. április 11–12.                         | 2017. április 18–19.                         |
| Egyenes kiesés | Elődöntők       | 2017. április 21.            | 2017. május 2–3.                             | 2017. május 9–10.                            |
| Egyenes kiesés | Döntő           | 2017. április 21.            | 2017. június 3., Millennium Stadion, Cardiff | 2017. június 3., Millennium Stadion, Cardiff |

## Selejtezők
A selejtezőben a csapatokat kiemeltekre és nem kiemeltekre osztották a 2016-os UEFA klub-együtthatója alapján. Azonos országból érkező csapatok nem játszhattak egymással. A kialakult párosításokban a csapatok oda-visszavágós mérkőzést játszottak egymással.

### 1. selejtezőkör
Az 1. selejtezőkörben 8 csapat vett részt. A párosítások győztesei a 2. selejtezőkörbe jutottak.
| Kiemelt csapatok: - The New Saints (5,200) - Valletta FC (4,466) - Flora Tallinn (3,350) - FC Santa Coloma (2,699) | Nem kiemelt csapatok: - B36 Tórshavn (1,975) - Lincoln Red Imps (1,700) - Alashkert (1,325) - Tre Penne (1,316) |

Párosítások
Az 1. selejtezőkör sorsolását 2016. június 20-án tartották. Az első mérkőzéseket június 28-án, a második mérkőzéseket július 5-én és 6-án játszották.
| 1. csapat       | Össz.Tooltip Aggregate score | 2. csapat        | 1. mérk. | 2. mérk. |
| --------------- | ---------------------------- | ---------------- | -------- | -------- |
| Flora Tallinn   | 2–3                          | Lincoln Red Imps | 2–1      | 0–2      |
| The New Saints  | 5–1                          | Tre Penne        | 2–1      | 3–0      |
| Valletta FC     | 2–2 (i.g.)                   | B36 Tórshavn     | 1–0      | 1–2      |
| FC Santa Coloma | 0–3                          | Alashkert        | 0–0      | 0–3      |

### 2. selejtezőkör
A 2. selejtezőkörben 34 csapat vett részt. A párosítások győztesei a 3. selejtezőkörbe jutottak.
- T: Az 1. selejtezőkörből továbbjutott csapat, a sorsoláskor nem volt ismert.
- A dőlt betűvel írt csapatok az 1. selejtezőkörben egy magasabb együtthatóval rendelkező csapat ellen győztek, és az ellenfél együtthatóját vették figyelembe.

| Kiemelt csapatok: - Red Bull Salzburg (42,520) - Celtic (40,460) - APÓEL (35,935) - BATE Bariszav (34,000) - Legia Warszawa (28,000) - Dinamo Zagreb (25,775) - Ludogorec Razgrad (25,625) - FC København (24,720) - Qarabağ (13,475) - Rosenborg (12,850) - Asztana FK (12,575) - Sheriff Tiraspol (10,575) - Partizani Tirana (1,575) - Crvena zvezda (7,175) - Dinamo Tbiliszi (5,875) - FH (5,750) - Trenčín (5,400) | Nem kiemelt csapatok: - The New Saints (5,200) (T) - F91 Dudelange (5,050) - Žalgiris Vilnius (4,925) - Hapóél Beér-Seva (4,725) - Olimpija Ljubljana (4,625) - Valletta FC (4,466) (T) - Vardar (4,200) - IFK Norrköping (3,975) - Ferencváros (3,475) - Crusaders (3,400) - Lincoln Red Imps (3,350) (T) - Zrinjski Mostar (3,175) - Alashkert (2,699) (T) - Dundalk FC (2,590) - Mladost Podgorica (2,475) - SJK (1,730) - Liepājas Metalurgs (1,075) |

Megjegyzések
1. ↑  A Skënderbeu Korçë kizárása miatt, a 2. forduló sorsolása után került be.

Párosítások
A 2. selejtezőkör sorsolását 2016. június 20-án tartották, az 1. selejtezőkör sorsolása után. Az első mérkőzéseket július 12-én és 13-án, a második mérkőzéseket július 19-én és 20-án játszották.
| 1. csapat          | Össz.Tooltip Aggregate score | 2. csapat          | 1. mérk. | 2. mérk.   |
| ------------------ | ---------------------------- | ------------------ | -------- | ---------- |
| Qarabağ            | 3–1                          | F91 Dudelange      | 2–0      | 1–1        |
| Hapóél Beér-Seva   | 3–2                          | Sheriff Tiraspol   | 3–2      | 0–0        |
| Olimpija Ljubljana | 6–6 (i.g.)                   | Trenčín            | 3–4      | 3–2        |
| Red Bull Salzburg  | 3–0                          | Liepājas Metalurgs | 1–0      | 2–0        |
| Vardar             | 3–5                          | Dinamo Zagreb      | 1–2      | 2–3        |
| The New Saints     | 0–3                          | APÓEL              | 0–0      | 0–3        |
| Zrinjski Mostar    | 1–3                          | Legia Warszawa     | 1–1      | 0–2        |
| Ludogorec Razgrad  | 5–0                          | Mladost Podgorica  | 2–0      | 3–0        |
| Dinamo Tbiliszi    | 3–1                          | Alashkert          | 2–0      | 1–1        |
| Žalgiris           | 1–2                          | Asztana FK         | 0–0      | 1–2        |
| Partizani Tirana   | 2–2 (t. 3–1)                 | Ferencváros        | 1–1      | 1–1 (h.u.) |
| BATE Bariszav      | 4–2                          | SJK                | 2–0      | 2–2        |
| Valletta FC        | 2–4                          | Crvena zvezda      | 1–2      | 1–2        |
| Rosenborg          | 5–4                          | IFK Norrköping     | 3–1      | 2–3        |
| Dundalk FC         | 3–3 (i.g.)                   | FH                 | 1–1      | 2–2        |
| Lincoln Red Imps   | 1–3                          | Celtic             | 1–0      | 0–3        |
| Crusaders          | 0–9                          | FC København       | 0–3      | 0–6        |

### 3. selejtezőkör
A 3. selejtezőkör két ágból állt. A bajnoki ágon 20 csapat, a nem bajnoki ágon 10 csapat vett részt. A párosítások győztesei a rájátszásba jutottak. A bajnoki ág vesztes csapatai az Európa-liga rájátszásába, a nem bajnoki ág vesztes csapatai az Európa-liga rájátszásába kerültek.
- T: A 2. selejtezőkörből továbbjutott csapat, a sorsoláskor nem volt ismert.
- A dőlt betűvel írt csapatok a 2. selejtezőkörben egy magasabb együtthatóval rendelkező csapat ellen győztek, és az ellenfél együtthatóját vették figyelembe.

Bajnoki ág
| Kiemelt csapatok: - Olimbiakósz (70,940) - Viktoria Plzeň (44,585) - Red Bull Salzburg (42,520) (T) - Celtic (40,460) (T) - APÓEL (35,935) (T) - BATE Bariszav (34,000) (T) - Legia Warszawa (28,000) (T) - Dinamo Zagreb (25,775) (T) - Ludogorec Razgrad (25,625) (T) - FC København (24,720) (T) | Nem kiemelt csapatok: - Qarabağ (13,475) (T) - Rosenborg (12,850) (T) - Asztana FK (12,575) (T) - Astra Giurgiu (11,076) - Hapóél Beér-Seva (10,575) (T) - Crvena zvezda (7,175) (T) - Dinamo Tbiliszi (5,875) (T) - Dundalk FC (5,750) (T) - Trenčín (5,400) (T) - Partizani Tirana (3,475) (T) |

Nem bajnoki ág
| Kiemelt csapatok: - Sahtar Doneck (81,976) - Ajax (58,112) - Anderlecht (54,000) - Fenerbahçe SK (40,920) - Sparta Praha (40,585) | Nem kiemelt csapatok: - PAÓK (37,440) - Steaua București (36,576) - AS Monaco (36,549) - Young Boys (24,755) - FK Rosztov (11,716) |

Párosítások
A 3. selejtezőkör sorsolását 2016. július 15-én tartották. Az első mérkőzéseket július 26-án és 27-én, a második mérkőzéseket augusztus 2-án és 3-án játszották.
| 1. csapat         | Össz.Tooltip Aggregate score | 2. csapat         | 1. mérk. | 2. mérk.   |
| ----------------- | ---------------------------- | ----------------- | -------- | ---------- |
| Bajnoki ág        |                              |                   |          |            |
| Rosenborg         | 2–4                          | APÓEL             | 2–1      | 0–3        |
| Dinamo Zagreb     | 3–0                          | Dinamo Tbiliszi   | 2–0      | 1–0        |
| Olimbiakósz       | 0–1                          | Hapóél Beér-Seva  | 0–0      | 0–1        |
| Asztana FK        | 2–3                          | Celtic            | 1–1      | 1–2        |
| Trenčín           | 0–1                          | Legia Warszawa    | 0–1      | 0–0        |
| Viktoria Plzeň    | 1–1 (i.g.)                   | Qarabağ           | 0–0      | 1–1        |
| Astra Giurgiu     | 1–4                          | FC København      | 1–1      | 0–3        |
| BATE Bariszav     | 1–3                          | Dundalk FC        | 1–0      | 0–3        |
| Ludogorec Razgrad | 6–4                          | Crvena zvezda     | 2–2      | 4–2 (h.u.) |
| Partizani Tirana  | 0–3                          | Red Bull Salzburg | 0–1      | 0–2        |
| Nem bajnoki ág    |                              |                   |          |            |
| Ajax              | 3–2                          | PAÓK              | 1–1      | 2–1        |
| Sparta Praha      | 1–3                          | Steaua București  | 1–1      | 0–2        |
| Sahtar Doneck     | 2–2 (t. 2–4)                 | Young Boys        | 2–0      | 0–2 (h.u.) |
| FK Rosztov        | 4–2                          | Anderlecht        | 2–2      | 2–0        |
| Fenerbahçe SK     | 3–4                          | AS Monaco         | 2–1      | 1–3        |

## Rájátszás
A rájátszás két ágból állt. A bajnoki ágon és a nem bajnoki ágon is egyaránt 10 csapat vett részt. A párosítások győztesei a csoportkörbe jutottak. A vesztes csapatok az Európa-liga csoportkörébe kerültek.
Bajnoki ág
| Kiemelt csapatok: - Viktoria Plzeň (44,585) - Red Bull Salzburg (42,520) - Celtic (40,460) - APÓEL (35,935) - Legia Warszawa (28,000) | Nem kiemelt csapatok: - Dinamo Zagreb (25,775) - Ludogorec Razgrad (25,625) - FC København (24,720) - Hapóél Beér-Seva (10,575) - Dundalk FC (2,590) |

Nem bajnoki ág
| Kiemelt csapatok: - Manchester City (99,256) - FC Porto (92,616) - Villarreal CF (60,142) - Ajax (58,112) - Borussia Mönchengladbach (42,035) | Nem kiemelt csapatok: - AS Roma (41,587) - Steaua București (36,576) - AS Monaco (36,549) - Young Boys (24,755) - FK Rosztov (11,716) |

Párosítások
A rájátszás sorsolását 2016. augusztus 5-én tartották. Az első mérkőzéseket augusztus 16-án és 17-én, a második mérkőzéseket augusztus 23-án és 24-én játszották.
| 1. csapat         | Össz.Tooltip Aggregate score | 2. csapat                | 1. mérk. | 2. mérk.   |
| ----------------- | ---------------------------- | ------------------------ | -------- | ---------- |
| Bajnoki ág        |                              |                          |          |            |
| Ludogorec Razgrad | 4–2                          | Viktoria Plzeň           | 2–0      | 2–2        |
| Celtic            | 5–4                          | Hapóél Beér-Seva         | 5–2      | 0–2        |
| FC København      | 2–1                          | APÓEL                    | 1–0      | 1–1        |
| Dundalk FC        | 1–3                          | Legia Warszawa           | 0–2      | 1–1        |
| Dinamo Zagreb     | 3–2                          | Red Bull Salzburg        | 1–1      | 2–1 (h.u.) |
| Nem bajnoki ág    |                              |                          |          |            |
| Steaua București  | 0–6                          | Manchester City          | 0–5      | 0–1        |
| FC Porto          | 4–1                          | AS Roma                  | 1–1      | 3–0        |
| Ajax              | 2–5                          | FK Rosztov               | 1–1      | 1–4        |
| Young Boys        | 2–9                          | Borussia Mönchengladbach | 1–3      | 1–6        |
| Villarreal CF     | 1–3                          | AS Monaco                | 1–2      | 0–1        |

## Csoportkör
A csoportkörben az alábbi 32 csapat vett részt:
- 22 csapat ebben a körben lépett be,
- 10 győztes csapat a UEFA-bajnokok ligája rájátszásából (5 a bajnoki ágról, 5 a nem bajnoki ágról).

A sorsolás előtt a csapatokat 4 kalapba sorolták be, a következők szerint:
- Az 1. kalapba került a UEFA-bajnokok ligája címvédője és a 2015-ös ország-együttható szerinti első hét ország bajnokcsapata.[5]
- A 2., 3. és 4. kalapba került a többi csapat, a 2016-os klub-együtthatóik sorrendjében.[13]

A csoportkör sorsolását 2016. augusztus 25-én tartották Monacóban. Nyolc darab, egyaránt négycsapatos csoportot alakítottak ki. Azonos országból érkező csapatok, valamint az orosz és ukrán csapatok nem kerülhettek azonos csoportba.
A csoportokban a csapatok körmérkőzéses, oda-visszavágós rendszerben mérkőztek meg egymással. A játéknapok: szeptember 13–14., szeptember 27–28., október 18–19., november 1–2., november 22–23., december 6–7.
A csoportok első két helyezettje az egyenes kieséses szakaszba jutott, a harmadik helyezettek a 2016–2017-es Európa-liga egyenes kieséses szakaszában folytatták, míg az utolsó helyezettek kiestek.
| 1. kalap - Real MadridCV (176,142) - FC Barcelona (159,142) - Leicester City (15,256) - Bayern München (163,035) - Juventus (107,087) - Benfica (116,616) - Paris Saint-Germain (112,549) - CSZKA Moszkva (48,716) 2. kalap - Atlético de Madrid (144,142) - Borussia Dortmund (110,035) - Arsenal (105,256) - Manchester City (99,256) - Sevilla FC (95,642) - FC Porto (92,616) - SSC Napoli (90,087) - Bayer Leverkusen (89,035) | 3. kalap - FC Basel (87,755) - Tottenham Hotspur (74,256) - Dinamo Kijiv (65,976) - Olympique Lyonnais (63,049) - PSV Eindhoven (57,112) - Sporting CP (51,616) - Club Brugge (43,000) - Borussia Mönchengladbach (42,035) 4. kalap - Celtic (40,460) - AS Monaco (36,549) - Beşiktaş JK (34,920) - Legia Warszawa (28,000) - Dinamo Zagreb (25,775) - Ludogorec Razgrad (25,625) - FC København (24,720) - FK Rosztov (11,716) |

### A csoport
| Hely. | Csapat              | M | Gy | D | V | G+ | G– | Gk  | P  | Továbbjutás                             |
| ----- | ------------------- | - | -- | - | - | -- | -- | --- | -- | --------------------------------------- |
| 1.    | Arsenal             | 6 | 4  | 2 | 0 | 18 | 6  | +12 | 14 | Továbbjut az egyenes kieséses szakaszba |
| 2.    | Paris Saint-Germain | 6 | 3  | 3 | 0 | 13 | 7  | +6  | 12 | Továbbjut az egyenes kieséses szakaszba |
| 3.    | Ludogorec Razgrad   | 6 | 0  | 3 | 3 | 6  | 15 | −9  | 3  | Átkerül az Európa-ligába                |
| 4.    | FC Basel            | 6 | 0  | 2 | 4 | 3  | 12 | −9  | 2  |                                         |

### B csoport
| Hely. | Csapat       | M | Gy | D | V | G+ | G– | Gk | P  | Továbbjutás                             |
| ----- | ------------ | - | -- | - | - | -- | -- | -- | -- | --------------------------------------- |
| 1.    | SSC Napoli   | 6 | 3  | 2 | 1 | 11 | 8  | +3 | 11 | Továbbjut az egyenes kieséses szakaszba |
| 2.    | Benfica      | 6 | 2  | 2 | 2 | 10 | 10 | 0  | 8  | Továbbjut az egyenes kieséses szakaszba |
| 3.    | Beşiktaş JK  | 6 | 1  | 4 | 1 | 9  | 14 | −5 | 7  | Átkerül az Európa-ligába                |
| 4.    | Dinamo Kijiv | 6 | 1  | 2 | 3 | 8  | 6  | +2 | 5  |                                         |

### C csoport
| Hely. | Csapat                   | M | Gy | D | V | G+ | G– | Gk  | P  | Továbbjutás                             |
| ----- | ------------------------ | - | -- | - | - | -- | -- | --- | -- | --------------------------------------- |
| 1.    | FC Barcelona             | 6 | 5  | 0 | 1 | 20 | 4  | +16 | 15 | Továbbjut az egyenes kieséses szakaszba |
| 2.    | Manchester City          | 6 | 2  | 3 | 1 | 12 | 10 | +2  | 9  | Továbbjut az egyenes kieséses szakaszba |
| 3.    | Borussia Mönchengladbach | 6 | 1  | 2 | 3 | 5  | 12 | −7  | 5  | Átkerül az Európa-ligába                |
| 4.    | Celtic                   | 6 | 0  | 3 | 3 | 5  | 16 | −11 | 3  |                                         |

### D csoport
| Hely. | Csapat             | M | Gy | D | V | G+ | G– | Gk | P  | Továbbjutás                             |
| ----- | ------------------ | - | -- | - | - | -- | -- | -- | -- | --------------------------------------- |
| 1.    | Atlético de Madrid | 6 | 5  | 0 | 1 | 7  | 2  | +5 | 15 | Továbbjut az egyenes kieséses szakaszba |
| 2.    | Bayern München     | 6 | 4  | 0 | 2 | 14 | 6  | +8 | 12 | Továbbjut az egyenes kieséses szakaszba |
| 3.    | FK Rosztov         | 6 | 1  | 2 | 3 | 6  | 12 | −6 | 5  | Átkerül az Európa-ligába                |
| 4.    | PSV Eindhoven      | 6 | 0  | 2 | 4 | 4  | 11 | −7 | 2  |                                         |

### E csoport
| Hely. | Csapat            | M | Gy | D | V | G+ | G– | Gk | P  | Továbbjutás                             |
| ----- | ----------------- | - | -- | - | - | -- | -- | -- | -- | --------------------------------------- |
| 1.    | AS Monaco         | 6 | 3  | 2 | 1 | 9  | 7  | +2 | 11 | Továbbjut az egyenes kieséses szakaszba |
| 2.    | Bayer Leverkusen  | 6 | 2  | 4 | 0 | 8  | 4  | +4 | 10 | Továbbjut az egyenes kieséses szakaszba |
| 3.    | Tottenham Hotspur | 6 | 2  | 1 | 3 | 6  | 6  | 0  | 7  | Átkerül az Európa-ligába                |
| 4.    | CSZKA Moszkva     | 5 | 0  | 3 | 2 | 4  | 8  | −4 | 3  |                                         |

### F csoport
| Hely. | Csapat            | M | Gy | D | V | G+ | G– | Gk  | P  | Továbbjutás                             |
| ----- | ----------------- | - | -- | - | - | -- | -- | --- | -- | --------------------------------------- |
| 1.    | Borussia Dortmund | 6 | 4  | 2 | 0 | 21 | 9  | +12 | 14 | Továbbjut az egyenes kieséses szakaszba |
| 2.    | Real Madrid       | 6 | 3  | 3 | 0 | 16 | 10 | +6  | 12 | Továbbjut az egyenes kieséses szakaszba |
| 3.    | Legia Warszawa    | 6 | 1  | 1 | 4 | 9  | 24 | −15 | 4  | Átkerül az Európa-ligába                |
| 4.    | Sporting CP       | 6 | 1  | 0 | 5 | 5  | 8  | −3  | 3  |                                         |

### G csoport
| Hely. | Csapat         | M | Gy | D | V | G+ | G– | Gk  | P  | Továbbjutás                             |
| ----- | -------------- | - | -- | - | - | -- | -- | --- | -- | --------------------------------------- |
| 1.    | Leicester City | 6 | 4  | 1 | 1 | 7  | 6  | +1  | 13 | Továbbjut az egyenes kieséses szakaszba |
| 2.    | FC Porto       | 6 | 3  | 2 | 1 | 9  | 3  | +6  | 11 | Továbbjut az egyenes kieséses szakaszba |
| 3.    | FC København   | 6 | 2  | 3 | 1 | 7  | 2  | +5  | 9  | Átkerül az Európa-ligába                |
| 4.    | Club Brugge    | 6 | 0  | 0 | 6 | 2  | 14 | −12 | 0  |                                         |

### H csoport
| Hely. | Csapat             | M | Gy | D | V | G+ | G– | Gk  | P  | Továbbjutás                             |
| ----- | ------------------ | - | -- | - | - | -- | -- | --- | -- | --------------------------------------- |
| 1.    | Juventus           | 6 | 4  | 2 | 0 | 11 | 2  | +9  | 14 | Továbbjut az egyenes kieséses szakaszba |
| 2.    | Sevilla FC         | 6 | 3  | 2 | 1 | 7  | 3  | +4  | 11 | Továbbjut az egyenes kieséses szakaszba |
| 3.    | Olympique Lyonnais | 6 | 2  | 2 | 2 | 5  | 3  | +2  | 8  | Átkerül az Európa-ligába                |
| 4.    | Dinamo Zagreb      | 6 | 0  | 0 | 6 | 0  | 15 | −15 | 0  |                                         |

## Egyenes kieséses szakasz
Az egyenes kieséses szakaszban az a 16 csapat vett részt, amelyek a csoportkör során a saját csoportjuk első két helyének valamelyikén végeztek. A nyolcaddöntők sorsolásakor minden párosításnál egy csoportgyőztest (kiemeltek) egy másik csoport második helyezettjével (nem kiemeltek) párosítottak. A nyolcaddöntőben azonos nemzetű együttesek, illetve az azonos csoportból továbbjutó csapatok nem szerepelhettek egymás ellen. A negyeddöntőktől kezdődően nem volt kiemelés és más korlátozás sem.

### Nyolcaddöntők
A nyolcaddöntők sorsolását 2016. december 12-én tartották. Az első mérkőzéseket 2017. február 14. és 22. között, a második mérkőzéseket március 7. és 15. között játszották.
| 1. csapat           | Össz.Tooltip Aggregate score | 2. csapat          | 1. mérk. | 2. mérk. |
| ------------------- | ---------------------------- | ------------------ | -------- | -------- |
| Manchester City     | 6–6 (i.g.)                   | AS Monaco          | 5–3      | 1–3      |
| Real Madrid         | 6–2                          | SSC Napoli         | 3–1      | 3–1      |
| Benfica             | 1–4                          | Borussia Dortmund  | 1–0      | 0–4      |
| Bayern München      | 10–2                         | Arsenal            | 5–1      | 5–1      |
| FC Porto            | 0–3                          | Juventus           | 0–2      | 0–1      |
| Bayer Leverkusen    | 2–4                          | Atlético de Madrid | 2–4      | 0–0      |
| Paris Saint-Germain | 5–6                          | FC Barcelona       | 4–0      | 1–6      |
| Sevilla FC          | 2–3                          | Leicester City     | 2–1      | 0–2      |

### Negyeddöntők
A negyeddöntők sorsolását 2017. március 17-én tartották. Az első mérkőzéseket 2017. április 11-én és 12-én, a második mérkőzéseket április 18-án és 19-én játszották.
| 1. csapat          | Össz.Tooltip Aggregate score | 2. csapat      | 1. mérk. | 2. mérk.   |
| ------------------ | ---------------------------- | -------------- | -------- | ---------- |
| Atlético de Madrid | 2–1                          | Leicester City | 1–0      | 1–1        |
| Borussia Dortmund  | 3–6                          | AS Monaco      | 2–3      | 1–3        |
| Bayern München     | 3–6                          | Real Madrid    | 1–2      | 2–4 (h.u.) |
| Juventus           | 3–0                          | FC Barcelona   | 3–0      | 0–0        |

### Elődöntők
Az elődöntők sorsolását 2017. április 21-én tartották. Az első mérkőzéseket 2017. május 2-án és 3-án, a második mérkőzéseket május 9-én és 10-én játszották.
| 1. csapat   | Össz.Tooltip Aggregate score | 2. csapat          | 1. mérk. | 2. mérk. |
| ----------- | ---------------------------- | ------------------ | -------- | -------- |
| Real Madrid | 4–2                          | Atlético de Madrid | 3–0      | 1–2      |
| AS Monaco   | 1–4                          | Juventus           | 0–2      | 1–2      |

### Döntő
A döntőt Cardiffban a Millennium Stadionban játszották. A döntő pályaválasztójának sorsolását 2017. április 21-én tartották, az elődöntők sorsolását követően.
| 2017. június 3. 20:45 (CEST) |

| Juventus      | 1–4               | Real Madrid                              |
| ------------- | ----------------- | ---------------------------------------- |
| Mandžukić 27' | (1–1) Jegyzőkönyv | Ronaldo 20' 64' Casemiro 61' Asensio 90' |

| Millennium Stadion, Cardiff Nézőszám: 65 842 Játékvezető: Felix Brych (német) |

| A 2016–2017-es UEFA-bajnokok ligája győztese |
| -------------------------------------------- |
| Real Madrid 12. cím                          |